# Puig de l'Estela
El Puig de l'Estela, o puig de l'Estella és un pic del massís del Canigó de 1.778 metres, situat a l'est del seu cim. Comparteix el seu territori entre tres comunes i tres comarques: marca la fita entre el Conflent, a la comuna de Vallmanya, que és al nord-oest, el Vallespir, a la comuna de Cortsaví, que se situa al sud, i el Rosselló, a la comuna de la Bastida, que es troba al nord-est. Així mateix, marca una de les fites entre l'Alt i el Baix Vallespir o, segons la Gran Enciclopèdia Catalana, entre el Baix i el Vallespir Mitjà. L'altra és el roc de Fraussa.
Aquest cim està inclòs al llistat dels 100 cims de la FEEC amb el nom de Puig de l'Estella. 

## Determinació de la longitud del metre
Aquest cim va formar part de la colla de vèrtexs on es van prendre dades i s'hi van fer triangulacions, a finals del Segle XVIII, per mesurar amb precisió el meridià tetrrestre que passa per Dunkerque, París i Barcelona. Això va permetre determinar la longitud del metre.